# Campeonato Mundial de Basquetebol Masculino de 1967
O Campeonato Mundial de Basquetebol Masculino de 1967 foi a 5ª edição do Campeonato Mundial de Basquetebol. Foi disputado no Uruguai de 27 de maio a 11 de junho de 1967, organizado pela Federação Internacional de Basquetebol (FIBA) e pela Federação Uruguaia de Basquetebol.. 

## Locais de Competição
| Grupo                 | Cidade     | Arena              | Capacidade |
| --------------------- | ---------- | ------------------ | ---------- |
| Grupo A               | Mercedes   | Ginásio de Praga   | -          |
| Grupo B               | Montevideu | Palacio Peñarol    | 10,000     |
| Grupo C               | Salto      | Ginásio de Salto   | -          |
| Fase de Classificação | Córdoba    | Córdoba Sport Club | -          |
| Fase Final            | Montevideu | Cilindro Municipal | 18,000     |

## Equipes Competidoras
| Grupo A                                                          | Grupo B                              | Grupo C                            |
| ---------------------------------------------------------------- | ------------------------------------ | ---------------------------------- |
| Itália México Iugoslávia Estados Unidos                          | Argentina Japão Peru União Soviética | Brasil Paraguai Polônia Porto Rico |
| Uruguai - avançou automaticamente à Fase Final por ser mandante. |                                      |                                    |

## Fase Preliminar

### Grupo A
| Time           | Pts. | V | D | PP  | PC  | SP  |
| -------------- | ---- | - | - | --- | --- | --- |
| Estados Unidos | 6    | 3 | 0 | 218 | 192 | +26 |
| Iugoslávia     | 5    | 2 | 1 | 228 | 221 | +7  |
| México         | 4    | 1 | 2 | 216 | 221 | -5  |
| Itália         | 3    | 0 | 3 | 178 | 216 | -38 |

### Grupo B
| Time            | Pts. | V | D | PP  | PC  | SP  |
| --------------- | ---- | - | - | --- | --- | --- |
| União Soviética | 6    | 3 | 0 | 262 | 208 | +54 |
| Argentina       | 5    | 2 | 1 | 234 | 212 | +22 |
| Peru            | 4    | 1 | 2 | 198 | 231 | -33 |
| Japão           | 3    | 0 | 3 | 181 | 224 | -43 |

### Grupo C
| Time       | Pts. | V | D | PP  | PC  | SP  |
| ---------- | ---- | - | - | --- | --- | --- |
| Brasil     | 6    | 3 | 0 | 256 | 202 | +54 |
| Polónia    | 5    | 2 | 1 | 258 | 242 | +16 |
| Porto Rico | 4    | 1 | 2 | 240 | 260 | -20 |
| Paraguai   | 3    | 0 | 3 | 206 | 256 | -50 |

## Fase de Classificação
| Time       | Pts. | V | D | PP  | PC  | SP  |
| ---------- | ---- | - | - | --- | --- | --- |
| México     | 10   | 5 | 0 | 318 | 265 | +53 |
| Itália     | 9    | 4 | 1 | 373 | 288 | +85 |
| Peru       | 8    | 3 | 2 | 279 | 281 | -2  |
| Japão      | 7    | 2 | 3 | 317 | 344 | -27 |
| Porto Rico | 6    | 1 | 4 | 342 | 355 | -13 |
| Paraguai   | 5    | 0 | 5 | 283 | 379 | -96 |

## Fase Final
| Time            | Pts. | V | D | PP  | PC  | SP  | Primeiro Desempate Classificação para Times Empatados |
| --------------- | ---- | - | - | --- | --- | --- | ----------------------------------------------------- |
| União Soviética | 11   | 5 | 1 | 449 | 368 | +81 |                                                       |
| Iugoslávia      | 10   | 4 | 2 | 451 | 432 | +19 | 2V-0D                                                 |
| Brasil          | 10   | 4 | 2 | 465 | 432 | +33 | 1V-1D                                                 |
| Estados Unidos  | 10   | 4 | 2 | 457 | 391 | +66 | 0V-2D                                                 |
| Polónia         | 8    | 2 | 4 | 422 | 469 | -47 |                                                       |
| Argentina       | 7    | 1 | 5 | 399 | 479 | -80 |                                                       |
| Uruguai         | 7    | 1 | 5 | 347 | 419 | -72 |                                                       |

## Classificação Final
| Posição | Time            |
| ------- | --------------- |
| 1       | União Soviética |
| 2       | Iugoslávia      |
| 3       | Brasil          |
| 4       | Estados Unidos  |
| 5       | Polônia         |
| 6       | Argentina       |
| 7       | Uruguai         |
| 8       | México          |
| 9       | Itália          |
| 10      | Peru            |
| 11      | Japão           |
| 12      | Porto Rico      |
| 13      | Paraguai        |

## Seleção do Campeonato
- Radivoj Korac (Iugoslávia)
- Ivo Daneu (Iugoslávia)
- Mieczyslaw Lopatka (Polônia)
- Modestas Paulauskas (URSS)
- Luiz Claudio Menon (Brasil)

## Maiores Pontuadores (Média por Jogo)
1. Bohdan Likszo (Polônia) 20
2. Mieczyslaw Lopatka (Polônia) 19
3. Luiz Claudio Menon (Brasil) 19
4. Ernesto Ghermann (Argentina) 18.2
5. Gianfranco Lombardi (Itália) 17.3
6. Ubiratan Pereira Maciel (Brasil) 16.5
7. Manuel Raga (México) 16.1
8. Radivoj Korac (Iugoslávia) 14.8
9. Modestas Paulauskas (URSS) 14
10. Ivo Daneu (Iugoslávia) 14